# 제단자리 41
제단자리 41은 제단자리에 있는 쌍성계이다. 두 별은 매우 찌그러진 궤도를 수백 년 주기로 돌고 있다. 구체적인 공전 주기는 693 ~ 2,200년으로 보이며 둘 사이의 평균 거리는 210 천문단위이다(이는 지구와 태양 사이 평균 거리의 210배라는 의미이다).
제단자리 41 항성계는 상대적으로 큰 고유 운동을 보여 주며 1년에 1초 이상 하늘 위에서 움직인다. 제단자리 41 B는 철(여기서 철은 헬륨보다 무거운 원소들을 천문학적으로 부르는 용어이다)이 결핍되어 있는 특이한 스펙트럼을 보여준다.
항성계의 구성원들은 낮은 수준의 채층 활동을 보여주며 태양에 대한 우주 속도는 초당 52 킬로미터 수준이다. 우주 속도 및 낮은 중원소 함량으로 미루어 보아 둘 다 늙은 항성종족에 속하는 것으로 보인다.

## 참고 문헌
1. ↑  G. F. Porto de Mello, E. F. del Peloso, L. Ghezzi (2006). “Astrobiologically interesting stars within 10 parsecs of the Sun”. 《Astrobiology》 6 (2): 308–331. doi:10.1089/ast.2006.6.308.
2. ↑  M.-N. Perrin, G. Cayrel de Strobel, M. Dennefeld (1988). “High S/N detailed spectral analysis of four G and K dwarfs within 10 PC of the sun”. 《Astronomy and Astrophysics》 191 (2): 237–247.